# T-80UD主战坦克
T-80UD（代号：桦木，羅馬化：Bereza；GBTU目录：478B工程，羅馬化：Ob'jekt 478B）—前苏联和乌克兰共同开发的T-80系列主战坦克。T-80UD是T-80U的衍生型，由哈尔科夫机械制造设计局（KhKBM）开发，装备了6TD-1柴油发动机和遥控高射机枪、CBRN防护设备，并内置了“接触-5”ERA。
T-80UD于1987年投入使用，在苏联的KhBTZ生产，并在苏联崩溃后在乌克兰进行生产。T-80UD后来成为乌克兰T-84坦克的基础。

## 历史

### 前苏联
1976年正式接受了T-80坦克，但其燃气涡轮发动机（GTD）价格昂贵且不经济。而尝试增大T-64坦克使用的5TDF系列发动机的功率，使其达到560 kW（760 PS）则会出现问题。1974年1月15日，国防工业部第19号令规定了制造735 kW（999 PS）6缸柴油发动机的任务。一台T-80涡轮机的售价约为104,000苏联卢布，而一台V-46柴油发动机在20世纪80年代仅需9,600卢布。因此，在研制和改进坦克的燃气轮机的同时，一些苏联企业也自行开发了坦克用柴油发动机。他们在列宁格勒和鄂木斯克制造了实验车“219RD工程”和“644工程”，分别配备A-53-2（2B-16）和B-46-6柴油发动机。然而，更成功的项目是KhKBM的“478工程”，其工程车制造于1976年。在该项目中，研究人员将6TD发动机安装在T-80坦克上。

为坦克安装燃气轮机受到了苏联国防部长德米特里·乌斯季诺夫的支持，因此从他1976年上任起，这个方向就得到了国家的大力支持。他还坚持将所有工厂（除了被T-72占用的UVZ）过渡到生产最新的T-80。值得一提的是，对他来说，创造带有涡轮增压发动机的T-80作为对美国最新的艾布拉姆斯坦克的回应至关重要。
1977年7月17日苏共中央委员会和苏联政府第577-178号决议规定，从1983年起在马雷舍夫工厂（ZIM）生产配装燃气涡轮发动机的T-80。燃气涡轮发动机的开发委托给克里莫夫，在马雷舍夫工厂生产，设计和文件由KhKBD负责。国家最高领导层决定将燃气轮机的研发和制造作为主要优先事项，因此停止了四冲程发动机的开发，并减少了二冲程发动机的产量。当时，T-80系列已经在鄂木斯克生产，配备了卡卢加汽轮机厂的GTD-1000T发动机。
大概从1980年起，哈尔科夫可以批量生产自己的燃气涡轮发动机，882 kW（1,199 PS）的VGTD-1000FM。然而，掌握这台发动机的制造需要建造新的车间、培训新的专家和时间。哈尔科夫工厂直到1983年才能够做到这一点。KhKBD仍然提供6TD，但在1983年，他们决定停止VGTD-1000FM的工作，并根据马雷舍夫工厂生产的T-80系列的发动机开发了功率为882 kW（1,199 PS）-920 kW（1,250 PS）的发动机GTD-1100F。这台发动机也同样存在问题，因为它与VGTD明显不同，需要从头开始调整工艺，直到1985年才被接受。
哈尔科夫燃气轮机仍然有研发难题，使得6TD发动机成为T-64现代化的一种选择，以及最新的T-80U的备用选项。1981年6月16日，第701-200号决议规定开发配备6TD-1备用发动机的T-80U。1983年，测试车搭载此发动机进行了测试。结果表明，柴油发动机的机动性指标几乎没有变化，但燃油效率提高了1.6-1.7倍。1985年的测试进一步验证了这些技术参数。
乌斯季诺夫仍然努力让哈尔科夫生产T-80U而不是T-64，但这个过程非常缓慢。最终，1984年12月20日乌斯季诺夫的去世和列宁格勒党内人物罗曼诺夫（GTD的两位最积极支持者）的辞职，为恢复柴油发动机开了“绿灯”。1985年1月，国防部副部长维塔利·沙巴诺夫首次承认，国防部一直在运行两条生产线：燃气轮机和柴油机。未来柴油发动机的衍生型是车里雅宾斯克2B-16和哈尔科夫6TD-1，但后者更先进，先进到足以进行批量生产的水平。但此问题的政治面仍然悬而未决，因为有关在马利舍夫工厂生产使用GTD的T-80U的决议已经生效。1985年5月17日，国防部召开学术会议，审议了坦克发动机的前景。人们意见不一。T-80坦克的总设计师尼古拉·波波夫继续坚持GTD，但国防部长谢尔盖·索科洛夫告诉他要处理来自军队的有关T-80的评论。最终，索科洛夫裁定，柴油机并没有因为燃气轮机的缺点而失去其意义。
根据苏共中央委员会1985年9月2日第837-249号决议，与生产决议相反，开始批量生产“配备6TD发动机的T-80U”，并且坦克油箱已完成生产。决议还决定于1985年为T-80UD坦克与6TD-1创建文件，到1986年完成6TD-2发动机的制造及其在坦克中的安装，并于1987年完成启动坦克的批量生产。T-80UD坦克的开发彻底结束了属于T-64的时代，最后一辆T-64于1987年12月27日下线。
1985年底，首批5辆“478B工程”坦克在哈尔科夫组装完毕，1986年投入批量生产，1987年被苏联接受，型号为T-80UD。1988年，T-80UD进行了多次改动。特别是爆炸反应装甲“接触-1”被内置式“接触-5”取代，修改项还包括发动机和武器。
最初，坦克被命名为T-84，以延续哈尔科夫命名传统：T-34、T-44、T-54、T-64和T-74。然而，党的最高领导层决定不再制造除T-64、T-72和T-80之外的另一种现役主战坦克。一些研究人员认为，T-84是乌克兰设计的配备6TD柴油发动机的T-80U的名称。KhKBM首席设计师米科利·里亚赞采瓦（羅馬化：Mykoly Ryazantseva）表示，T-84是产于苏联末期的配备6TD-2发动机的T-80UD的衍生型。其检验评议时间为1991年4月至11月之间，并于1991年12月收到通过检验的建议。而T-84的研制于1994年完成。
在苏联解体前总共制造了约500辆T-80UD坦克（其他数据为700辆），T-80UD现在塔曼师和坎捷米罗夫卡师服役。截至1991年，仍有约350辆留在KhBTZ厂内。

### 乌克兰
苏联解体后，乌克兰国防企业对T-80UD进行了进一步开发，但由于缺乏资金和客户而陷入困境。1992年，乌克兰内阁通过了关于恢复KhBTZ的生产的决议，6月米哈伊尔·鲍里修克成为总设计师。
在对T-80UD进行现代化改造的同时，KhKBM还开发了全新的T-84坦克。20世纪80年代，60%的坦克零部件由苏联其他加盟共和国供应，因此部长内阁于1993年3月12日发布了第181-3号决议，下令在T-80UD基础上研制现代化的T-84坦克，并最大限度的实现乌克兰境内的零部件供给。炮塔原本由马里乌波尔和鄂木斯克的亚速钢铁厂铸造，但这些企业无法继续供应，因此KhKBM开发了自己的焊接轧制炮塔。乌克兰也开始生产自己的KBA-3坦克炮。
1996-1999年间为巴基斯坦制造的一部分T-80UD已包含了T-84的开发成果，包括新设计的焊接轧制炮塔。320辆坦克中，有145辆安装了原装的铸造炮塔，其中52辆原来由苏军使用，部分坦克是新的，但配备的是苏联炮塔，有一些是从乌克兰军队的预备役中拿来的，其余175辆坦克是安装了焊接炮塔的“478BE工程”。

## 衍生型

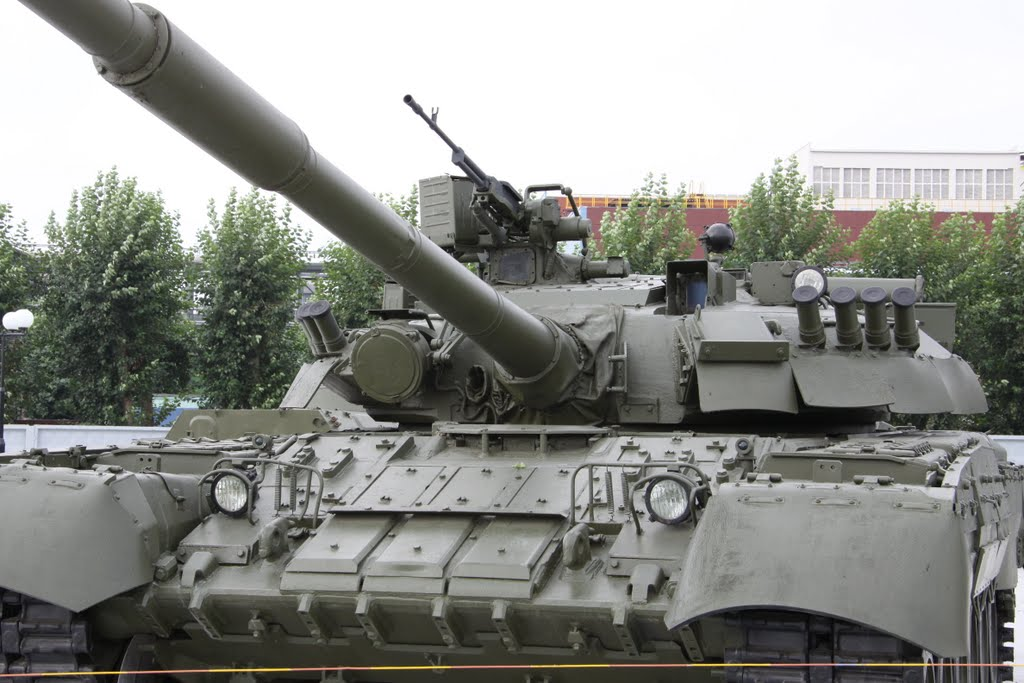
坦克的详细视图，可以看到内置的动态防护装置和遥控机枪

- 478工程：配备6TD-1柴油发动机的T-80的首个版本，试验车于1976年制造。
- 478M工程：更彻底的现代化改造，配备124Ch四冲程发动机，功率为1,100 kW（1,500 PS）。
- 478B工程：即T-80UD系列
  - 478BK工程（烏克蘭語：БК，Береза-ка́тана，羅馬化：BK，Bereza-Katana，1993）：安装焊接炮塔的乌克兰T-80UD原型车。[18]
  - 478BE工程（羅馬化：BE）：为巴基斯坦签订合同后生产的安装焊接炮塔的坦克。[18]
  - 478BE-1工程（羅馬化：BE）：安装焊接炮塔的T-80UD出口型号（巴基斯坦）。
  - 478BEM1工程（羅馬化：BE）：安装防御辅助系统（英语：Defensive aids system）“鸫”（英语：Drozd）的T-80UD出口型号（美国）。
  - 478BEM2工程（羅馬化：BE）：安装空调的T-80UD出口型号（美国）。
- 478D工程：配备Shtora防御辅助系统（英语：Defensive aids system）、TPN-4暴风雪-E（羅馬化：TPN-4 Buran-E）被动夜视仪和艾内特远程引爆高爆弹的实验型T-80UD。底盘有一部分借鉴自T-64。[18]
  - 478DU工程：1993年向巴基斯坦展示的其中一辆样车。坦克安装了带有内部阻尼的T-64型的滚轮。[20]
  - 478DU1工程：1993年向巴基斯坦展示的其中一辆样车，安装了常规的T-80滚轮。[20]
  - 478DU2工程：乌克兰的T-84坦克，在T-80UD的基础上改造而成。首次亮相于1995年IDEX。[20]

## 使用方

### 当前使用方
- 巴基斯坦：截至2021年，315辆坦克均处于正常使用状态。[21]

### 状态未知
- 美国：2003年从乌克兰接收了4辆T-80UD，交给美国阿伯丁试验场以供学习和训练。[22]
- 俄羅斯：苏联解体后继承。仍在使用。[13][4]

### 巴基斯坦
1993年，巴基斯坦对T-80UD产生了兴趣。乌克兰派出了专家和两辆不同的坦克：安装T-64滚轮的“478DU”和安装常规的T-80滚轮的“478DU1”。巴基斯坦方面认为T-64的滚轮可能更适合沙漠，于是选择了常规的橡胶T-80滚轮。1995年7月至9月，巴基斯坦进行了坦克招标试验，试验项目是投标坦克在沙漠中绕行3000公里，昼夜对移动和静止目标进行射击。结果，乌克兰坦克的表现比中国85式坦克有很大的优势，经过谈判，1996年7月30日，双方签订了一份价值6.5亿美元的320辆坦克的合同。首批15辆坦克于1997年2月20日被巴基斯坦军队接收，并于3月23日在伊斯兰堡在阅兵式上展示。
巴基斯坦从乌克兰购买了320辆T-80UD坦克，其中最后交付的一批使用了T-84的研发成果（特别是新设计的炮塔）。1997年至1999年，乌克兰总共向巴基斯坦供应了320辆T-80UD坦克。
2016年11月23日，巴基斯坦和乌克兰签署了坦克部队现代化和维护合同。2021年2月，在2021年的IDEX上，乌克兰国防工业与巴基斯坦签订了价值8560万美元的T-80UD坦克维修合同。关于供应乌克兰坦克发动机6TD-1和6TD-2的新合同的谈判也在继续进行。
在当时，军事工业也遇到问题的俄罗斯也对这样的协议感兴趣，并想参与竞标。只是由于巴基斯坦和印度之间的关系始终紧张，后者于2001年购买了俄罗斯的T-90S，俄罗斯与巴基斯坦的合作并没有发生。

### 前苏联和俄罗斯
大部分制造的T-80UD坦克都被运往乌克兰以外的军事单位，特别是这些坦克最终被运往塔曼师和坎捷米罗夫卡师，这些师在苏联解体后由俄罗斯指挥。
这些坦克于1990年5月9日（胜利日）和11月7日（十月革命）在红场进行的阅兵式上登场，成为T-80系列中第一批向公众展示的坦克。他们还参加了1991年的八月政变。俄罗斯政治危机期间，1993年10月4日，坎捷米罗夫卡师第12近卫坦克团的6辆T-80UD坦克向莫斯科议会大厦开火。瓦莱里·根纳季耶维奇·叶夫内维奇少将指挥的坦克发射了2枚小口径子弹和10枚高爆弹。据参与此次行动的一名坦克手称，他们不知道向谁开的火：他们声称，联邦反情报局（FSK）的代表事先通知他们，大楼里有恐怖分子。

## 保存的试验车

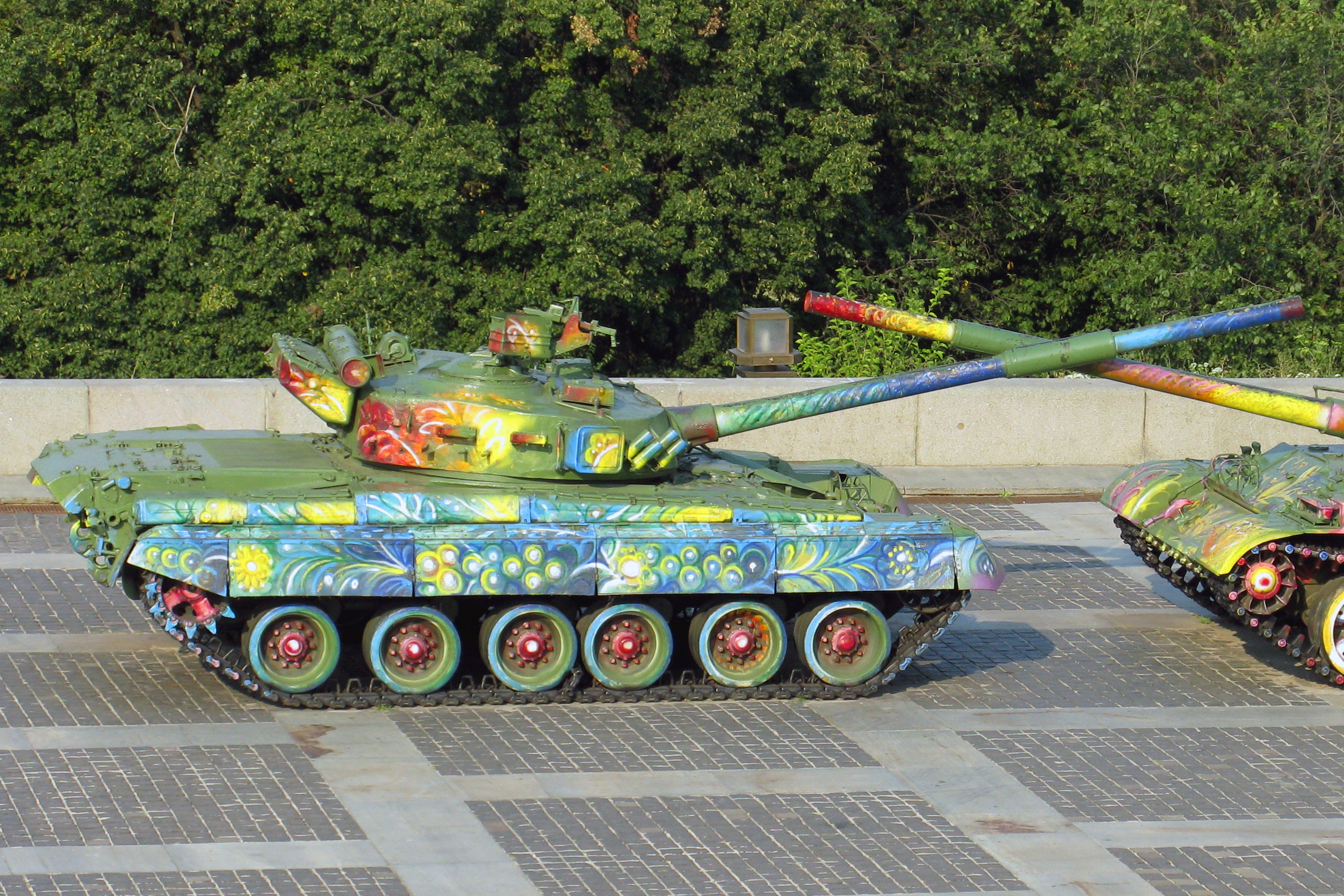
画上涂鸦的“478工程”，基辅

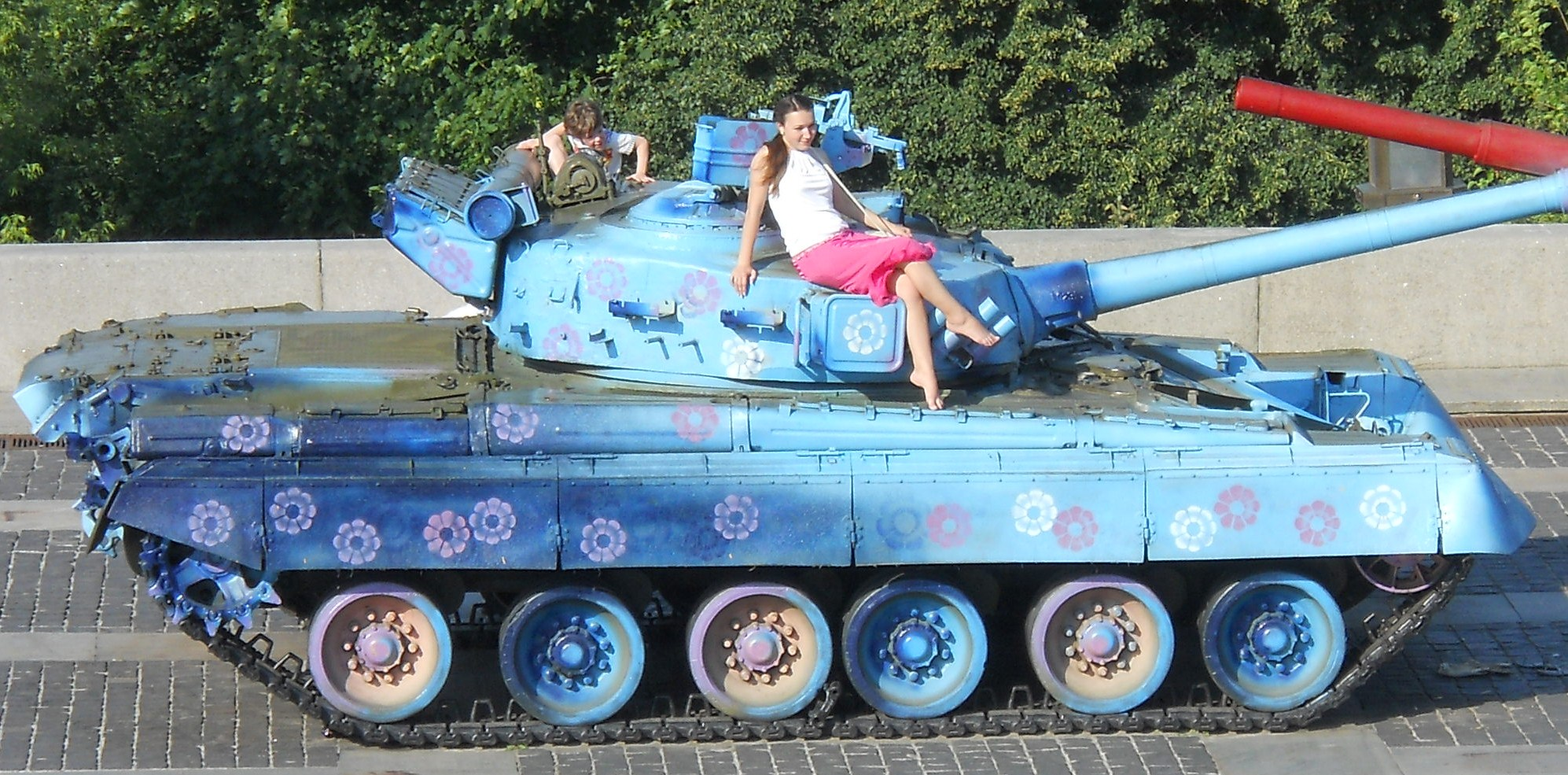
女游客坐在T-80UD上，卫国战争中央博物馆

### 乌克兰
- 唯一保存下来的一辆“478工程”（T-80UD原型车）被安置在基辅的乌克兰二战历史博物馆中。[28]
- 配备T-64滚轮的T-80UD位于KhKBM测试基地UPY-190（羅馬化：UPY）内。[28]

## 流行文化
T-80UD出现于许多视频游戏中，如装甲战争、战争雷霆等。

## 文献
- 米科拉·卡尔波维奇·里亚赞采夫. . 哈尔科夫: 哈尔科夫国立汽车道路大学（英语：Kharkiv National Automobile and Highway University）. 2009: 271  [2024-05-02]. （原始内容存档于2024-03-27） （俄语）.
- Zaloga, Steven J. . 鱼鹰出版. 2009. ISBN 9781846032448.
- Ilyin, Vladimir. . 装备和武器（俄语：Техника и вооружение）. 1998, (1)  [2024-05-02]. （原始内容存档于2011-08-04）.
- Shumilin, S. E. . 科学与技术（烏克蘭語：Наука і техніка (журнал, Харків)）. 2010, (11)  [2024-05-02]. （原始内容存档于2011-05-14）.